# Zucchius (cráter)

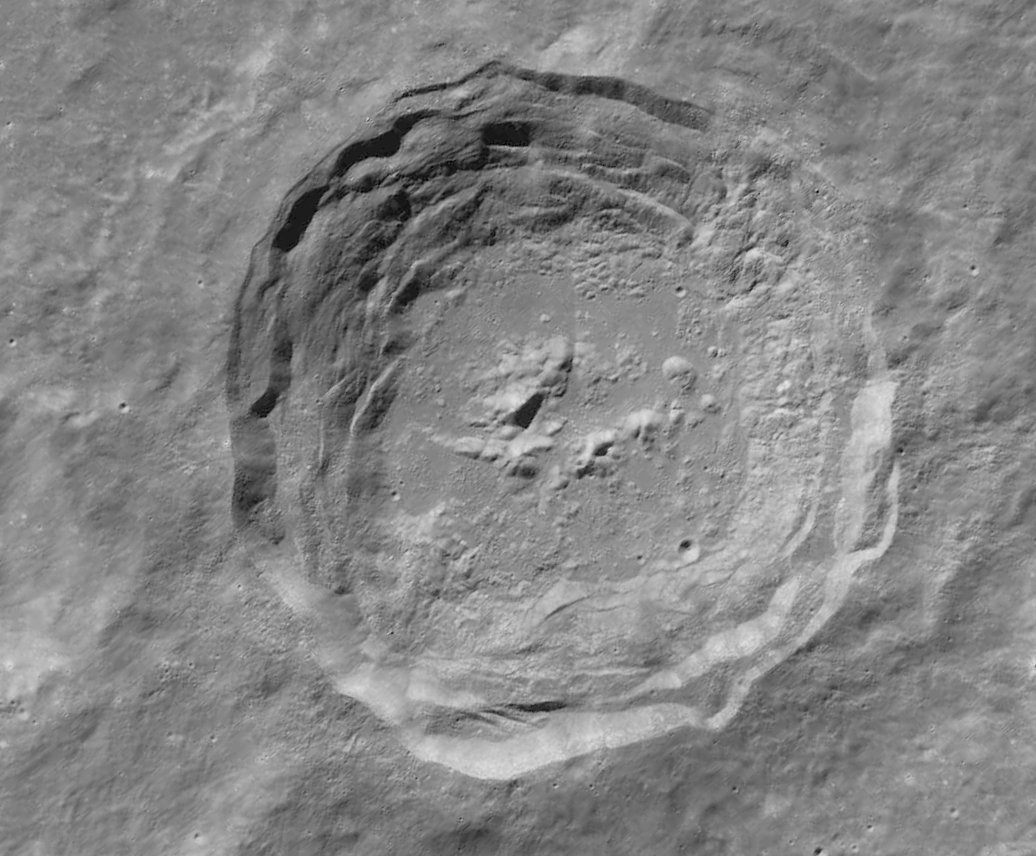
Imagen LRO

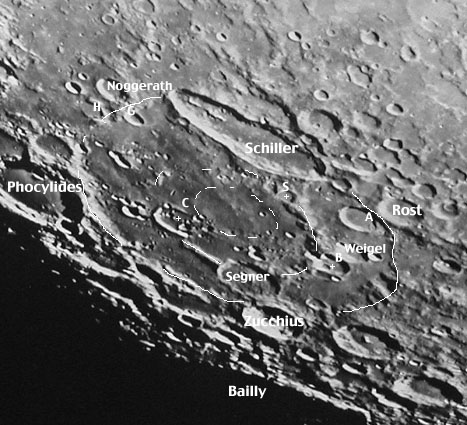
Cuenca de Schiller-Zucchius

Zucchius es un  prominente cráter de impacto lunar ubicado cerca del terminador sudoeste. Debido a su ubicación, el cráter aparece deformado por el escorzo cuando se observa desde la Tierra. Se encuentra justo al sur-suroeste del cráter Segner, y al noreste de la llanura amurallada mucho más grande del cráter Bailly. Al sureste sw halla Bettinus, una formación solo un poco más grande que Zucchius.
|  |

El borde del cráter es simétrico y muestra poco desgaste significativo por otros impactos. La pared interna presenta un perfil aterrazado, y el cráter presenta un grupo de pequeños picos centrales que forman un arco curvado alrededor del centro de la plataforma. Debido a su sistema de marcas radiales, Zucchius se considera como parte del Período Copernicano.
Al noreste de Zucchius aparece la Cuenca Schiller-Zucchius, una depresión del Período Pre-Nectárico, con una estructura de impacto de anillos múltiples. Esta cuenca ha recibido la designación no oficial de 'Llanura Anular de Schiller' entre los observadores lunares.

## Cráteres satélite
Por convención estos elementos son identificados en los mapas lunares poniendo la letra en el lado del punto medio del cráter que está más cercano a Zucchius.
|          | \| Zucchius \| Coordenadas \| Diámetro \| \| -------- \| ------------------------------ \| -------- \| \| A \| 61°48′S 56°00′O / -61.8, -56.0 \| 28 km \| \| B \| 61°48′S 54°18′O / -61.8, -54.3 \| 25 km \| \| C \| 60°48′S 45°12′O / -60.8, -45.2 \| 22 km \| \| D \| 61°24′S 58°42′O / -61.4, -58.7 \| 26 km \| \| E \| 61°18′S 60°36′O / -61.3, -60.6 \| 21 km \| \| F \| 60°06′S 56°30′O / -60.1, -56.5 \| 8 km \| \| G \| 60°30′S 57°12′O / -60.5, -57.2 \| 25 km \| \| H \| 61°00′S 59°42′O / -61.0, -59.7 \| 14 km \| \| K \| 64°18′S 58°00′O / -64.3, -58.0 \| 10 km \| |          |
| Zucchius | Coordenadas | Diámetro |
| A        | 61°48′S 56°00′O / -61.8, -56.0 | 28 km    |
| B        | 61°48′S 54°18′O / -61.8, -54.3 | 25 km    |
| C        | 60°48′S 45°12′O / -60.8, -45.2 | 22 km    |
| D        | 61°24′S 58°42′O / -61.4, -58.7 | 26 km    |
| E        | 61°18′S 60°36′O / -61.3, -60.6 | 21 km    |
| F        | 60°06′S 56°30′O / -60.1, -56.5 | 8 km     |
| G        | 60°30′S 57°12′O / -60.5, -57.2 | 25 km    |
| H        | 61°00′S 59°42′O / -61.0, -59.7 | 14 km    |
| K        | 64°18′S 58°00′O / -64.3, -58.0 | 10 km    |